# Кашарский район
Каша́рский райо́н — административно-территориальная единица (район) и муниципальное образование (муниципальный район) в составе Ростовской области Российской Федерации.
Районный центр — слобода Кашары. Расположен на севере Ростовской области в 260 км от города Ростова-на-Дону.

## География
Район находится на севере Ростовской области и граничит с Верхнедонским, Боковским, Советским, Милютинским, Тарасовским, Миллеровским и Чертковским районами области.
Площадь территории составляет 3145 км².

## История
Образован район в 1924 году. В марте 1932 года упразднен, а его территория включена в состав Миллеровского района. Вновь образован в декабре 1933 года. В 1963 году укрупнен за счет присоединения территории упраздненного Киевского и части Селивановского районов.
В архивных записях первое упоминание о поселении относится к 1763—1790 годах. Заселение района началось в XVIII веке. По преданию, при штурме крепостных стен Азова отличился казак Егоров. Пётр I разрешил ему поселиться с родственниками на свободных придонских землях. Егоров пришел на верховья притоков Северского Донца, понравились ему верховья реки Ольховой с богатой растительностью. Так появилось первое казачье поселение на территории района — хутор Вяжа.

## Население
| 2002    | 2009    | 2010    | 2011    | 2012    | 2013    | 2014    | 2015    | 2016    |
| ------- | ------- | ------- | ------- | ------- | ------- | ------- | ------- | ------- |
| 27 424  | ↘25 831 | ↘25 355 | ↘25 260 | ↘24 928 | ↘24 655 | ↘24 276 | ↘23 928 | ↘23 868 |
| 2017    | 2018    | 2019    | 2020    | 2021    |         |         |         |         |
| ↘23 729 | ↘23 359 | ↘22 867 | ↘22 389 | ↘20 030 |         |         |         |         |

Национальный состав
По итогам переписи населения 2020 года проживали следующие национальности (национальности менее 0,1 % и другое см. в сноске к строке «Другие»):
| Национальность | Численность, чел. | Доля     |
| -------------- | ----------------- | -------- |
| Русские        | 18 423            | 95,57 %  |
| Украинцы       | 126               | 0,65 %   |
| Азербайджанцы  | 69                | 0,36 %   |
| Чеченцы        | 61                | 0,32 %   |
| Даргинцы       | 46                | 0,24 %   |
| Белорусы       | 30                | 0,16 %   |
| Другие         | 522               | 2,70 %   |
| Итого          | 19 277            | 100,00 % |

## Муниципально-территориальное устройство
В Кашарском районе 76 населённых пунктов в составе десяти сельских поселений:
| №  | Сельские поселения                      | Административный центр | Количество населённых пунктов | Население | Площадь, км2 |
| -- | --------------------------------------- | ---------------------- | ----------------------------- | --------- | ------------ |
| 1  | Верхнемакеевское сельское поселение     | слобода Верхнемакеевка | 6                             | ↘1441     | 170,30       |
| 2  | Верхнесвечниковское сельское поселение  | село Верхнесвечниково  | 13                            | ↘1420     | 462,94       |
| 3  | Вяжинское сельское поселение            | хутор Вяжа             | 3                             | ↘742      | 198,43       |
| 4  | Индустриальное сельское поселение       | посёлок Индустриальный | 4                             | ↘912      | 172,13       |
| 5  | Кашарское сельское поселение            | слобода Кашары         | 11                            | ↘7646     | 328,57       |
| 6  | Киевское сельское поселение             | хутор Второй Киевский  | 9                             | ↘1814     | 379,13       |
| 7  | Первомайское сельское поселение         | село Первомайское      | 7                             | ↘2479     | 305,22       |
| 8  | Поповское сельское поселение            | слобода Поповка        | 7                             | ↗2465     | 417,20       |
| 9  | Талловеровское сельское поселение       | хутор Талловеров       | 7                             | ↘1822     | 416,88       |
| 10 | Фомино-Свечниковское сельское поселение | хутор Вишневка         | 9                             | ↘1376     | 291,38       |

## Населённые пункты
| №  | Населённый пункт     | Тип                             | Население | Муниципальное образование               |
| -- | -------------------- | ------------------------------- | --------- | --------------------------------------- |
| 1  | Анисимовка           | хутор                           | 4         | Верхнемакеевское сельское поселение     |
| 2  | Анновка              | хутор                           | 2         | Талловеровское сельское поселение       |
| 3  | Бакланов             | хутор                           | 20        | Верхнесвечниковское сельское поселение  |
| 4  | Будановка            | хутор                           | 183       | Кашарское сельское поселение            |
| 5  | Будановка            | хутор                           | 64        | Поповское сельское поселение            |
| 6  | Бутков               | хутор                           | 74        | Верхнесвечниковское сельское поселение  |
| 7  | Верхнегреково        | село                            | 400       | Киевское сельское поселение             |
| 8  | Верхнекалиновка      | село                            | 454       | Кашарское сельское поселение            |
| 9  | Верхнемакеевка       | слобода                         | 1220      | Верхнемакеевское сельское поселение     |
| 10 | Верхнесвечниково     | село                            | 540       | Верхнесвечниковское сельское поселение  |
| 11 | Вишневка             | хутор                           | 218       | Первомайское сельское поселение         |
| 12 | Вишневка             | хутор                           | 407       | Фомино-Свечниковское сельское поселение |
| 13 | Второй Киевский      | хутор                           | 445       | Киевское сельское поселение             |
| 14 | Вяжа                 | хутор                           | 688       | Вяжинское сельское поселение            |
| 15 | Гавриловка           | хутор                           | 50        | Киевское сельское поселение             |
| 16 | Дибровый             | посёлок                         | 687       | Поповское сельское поселение            |
| 17 | Драчевка             | хутор                           | 282       | Первомайское сельское поселение         |
| 18 | Древние Курганы      | посёлок                         | 70        | Верхнесвечниковское сельское поселение  |
| 19 | Егоро-Чернояровский  | хутор                           | 141       | Верхнесвечниковское сельское поселение  |
| 20 | Жиров                | хутор                           | 0         | Верхнесвечниковское сельское поселение  |
| 21 | Индустриальный       | посёлок                         | 784       | Индустриальное сельское поселение       |
| 22 | Калашников           | хутор                           | 227       | Верхнесвечниковское сельское поселение  |
| 23 | Каменка              | село                            | 334       | Поповское сельское поселение            |
| 24 | Кашары               | слобода, административный центр | ↗6529     | Кашарское сельское поселение            |
| 25 | Комсомольский        | посёлок                         | 148       | Фомино-Свечниковское сельское поселение |
| 26 | Красина              | хутор                           | 1         | Фомино-Свечниковское сельское поселение |
| 27 | Краснощеков          | хутор                           | 30        | Фомино-Свечниковское сельское поселение |
| 28 | Краснояровка         | хутор                           | 296       | Первомайское сельское поселение         |
| 29 | Красный Колос        | посёлок                         | 498       | Киевское сельское поселение             |
| 30 | Кривошлыков          | хутор                           | 38        | Верхнемакеевское сельское поселение     |
| 31 | Ленинский            | хутор                           | 118       | Фомино-Свечниковское сельское поселение |
| 32 | Липяги               | хутор                           | 1         | Вяжинское сельское поселение            |
| 33 | Лысогорка            | село                            | 232       | Кашарское сельское поселение            |
| 34 | Миргородский         | хутор                           | 19        | Кашарское сельское поселение            |
| 35 | Михайловка           | хутор                           | 50        | Верхнесвечниковское сельское поселение  |
| 36 | Михайловка           | хутор                           | 140       | Индустриальное сельское поселение       |
| 37 | Морозовский 2-й      | хутор                           | 147       | Верхнесвечниковское сельское поселение  |
| 38 | Нижнекалиновка       | хутор                           | 54        | Кашарское сельское поселение            |
| 39 | Нижний Астахов       | хутор                           | 164       | Киевское сельское поселение             |
| 40 | Новодонецкий         | хутор                           | 378       | Кашарское сельское поселение            |
| 41 | Новомосковка         | хутор                           | 30        | Верхнесвечниковское сельское поселение  |
| 42 | Новоольховка         | хутор                           | 54        | Киевское сельское поселение             |
| 43 | Новопавловка         | село                            | 457       | Кашарское сельское поселение            |
| 44 | Новопокровский       | хутор                           | 96        | Кашарское сельское поселение            |
| 45 | Новосёловка          | хутор                           | 130       | Талловеровское сельское поселение       |
| 46 | Новочигириновский    | хутор                           | 216       | Верхнемакеевское сельское поселение     |
| 47 | Новояблоновский      | хутор                           | 0         | Верхнемакеевское сельское поселение     |
| 48 | Овражный             | посёлок                         | 0         | Индустриальное сельское поселение       |
| 49 | Ольховый             | хутор                           | 228       | Вяжинское сельское поселение            |
| 50 | Орловская Балка      | посёлок                         | 33        | Верхнесвечниковское сельское поселение  |
| 51 | Первомайский         | хутор                           | 254       | Поповское сельское поселение            |
| 52 | Первомайское         | село                            | ↘1310     | Первомайское сельское поселение         |
| 53 | Платов               | хутор                           | 33        | Талловеровское сельское поселение       |
| 54 | Пономарев            | хутор                           | 720       | Талловеровское сельское поселение       |
| 55 | Поповка              | слобода                         | 978       | Поповское сельское поселение            |
| 56 | Почтовый             | хутор                           | 54        | Поповское сельское поселение            |
| 57 | Речка                | хутор                           | 172       | Верхнемакеевское сельское поселение     |
| 58 | Рожок                | хутор                           | 97        | Фомино-Свечниковское сельское поселение |
| 59 | Россошь              | село                            | 572       | Первомайское сельское поселение         |
| 60 | Сариновка            | село                            | 313       | Фомино-Свечниковское сельское поселение |
| 61 | Светлый              | посёлок                         | 127       | Киевское сельское поселение             |
| 62 | Семеновка            | хутор                           | 376       | Поповское сельское поселение            |
| 63 | Сергеевка            | хутор                           | 405       | Фомино-Свечниковское сельское поселение |
| 64 | Степной Кут          | посёлок                         | 28        | Верхнесвечниковское сельское поселение  |
| 65 | Сычевка              | хутор                           | 139       | Индустриальное сельское поселение       |
| 66 | Талловеров           | хутор                           | 811       | Талловеровское сельское поселение       |
| 67 | Тёплые Ключи         | посёлок                         | 404       | Верхнесвечниковское сельское поселение  |
| 68 | Третий Интернационал | хутор                           | 201       | Киевское сельское поселение             |
| 69 | Усиковка             | хутор                           | 31        | Кашарское сельское поселение            |
| 70 | Усть-Мечетка         | село                            | 389       | Талловеровское сельское поселение       |
| 71 | Фёдоровка            | хутор                           | 15        | Кашарское сельское поселение            |
| 72 | Фёдоровка            | хутор                           | 51        | Талловеровское сельское поселение       |
| 73 | Фомино-Свечниково    | село                            | 33        | Фомино-Свечниковское сельское поселение |
| 74 | Черниговка           | хутор                           | 158       | Первомайское сельское поселение         |
| 75 | Чернигово-Песчаный   | хутор                           | 102       | Первомайское сельское поселение         |
| 76 | Шалаевка             | село                            | 201       | Киевское сельское поселение             |

Упразднённые населённые пункты:
- 1998 год — посёлок Тырсовой.

## Местное самоуправление
Председатели собрания депутатов
Главы администрации района
- до 2023 года — Иван Михайлович Фалынсков
- с 2023 года - Сергей Александрович Смирнов[21]

## Экономика
Кашарский район специализируется на производстве сельскохозяйственной продукции, основные продовольственные культуры — озимая пшеница и подсолнечник. В районе 28 коллективных сельхозпредприятий и около 200 крестьянско-фермерских хозяйств. Переработкой сельскохозяйственной продукции занимаются 34 предприятия.
Транспортных и строительных предприятий — 8.
В 1958 году в районе построено здание музыкальной школы и Дома пионеров, в 1974 году — здание школьного интерната на 120 мест. В 1977 году построен комбикормовый завод. Есть промышленные объекты: химзавод, сельхозтехника, строительно-монтажное управление, асфальто-бетонный завод (все выше упомянутые предприятия закрыты в течение 2000х годов), маслозавод, автотранспортное предприятие, автозаправочная станция и др.
В районе работает около 400 учителей, 240 медицинских работников, 480 специалистов сельского хозяйства.

### Транспорт
Район связан с Ростовом, Волгоградом, Луганском и другими городами автобусным сообщением.

## Достопримечательности
- Памятник гвардейцам танкистам в сл. Кашары.

Храмы и молитвенные дома:
- Покровский мужской монастырь в селе Верхнемакеевка. Храм строился в 1784—1794 годах. С 2003 года по благословению архиепископа Пантелеимона при храме ведется строительство монашеского корпуса на 20 мест. Планируется построить домовую церковь, часовню на Свято-Покровском источнике.
- Покровский мужской монастырь. Церковь Пантелеимона Целителя в селе Верхнемакеевка.
- Покровский мужской монастырь. Церковь Покрова Пресвятой Богородицы в селе Верхнемакеевка.
- Церковь Николая Чудотворца в селе Кашары. Церковь построена в 2004 году.
- Церковь Николая Чудотворца в слободе Поповка. Кирпичная церковь была построена в 1858 году. Колокольня церкви стояла отдельно от церкви. Построена на средства полковника Павла Николаевича Иловайского.

Памятники археологии в Кашарском районе:
- Поселение «Кашары I».
- Курганная группа «Заречный I» (4 кургана).
- Курганная группа «Кашары I» (3 кургана) расположена около памятника Танк на восточной окраине с. Кашары.

Памятники природы района:
- Урочище «Липяги» площадью — 92 га. Находится около хутора Ольховый. Представляет собой лесонасаждения с дуброй и степной растительностью (ковыли и типчак).
- Урочище «Роговское», площадью 380 га. Находится около села Сариновка. Представляет собой лесной массив с дубравами. В урочище обитает много мелких млекопитающих и хищных зверей.
- Урочище «Широкое и Жуково», площадью 257 га. Находится северо-западнее села Новопавловка. Представляет собой овражно-балочную систему с лесными массивами. Здесь встречаются редкие чешуекрылые, занесенные в Красную книгу Ростовской области. Это махаон, подалирий, мнемозина, поликсена, жук-олень и др.
- Урочище «Песчано-Церковное», площадью 65 га. Находится у села Новопавловка. Представляет собой балочную систему с байрачным дубовым лесом.
- Урочище «Ореховое», площадью 272 га. Находится западнее слободы Кашары. Представляет собой овражно-балочную систему с дубравами и лугами. Богата орнитофауной[22].

Кашарский район упоминается в рассказе Михаила Шолохова «Судьба человека».

## Известные уроженцы
- Гриценко, Анатолий Иванович (1936—2007) — русский советский поэт, родился в селе Шалаевка.
- Мрыхин, Дмитрий Карпович (1905—1966), председатель Исполнительного комитета Курганского областного Совета депутатов трудящихся (март 1955 года — 17 апреля 1959 года), родился на хуторе Вяжа.
- Махринов Г. Ф. — Герой Советского Союза.
- Украдыженко И. П. — Герой Советского Союза.
- Капитанец И. М. — адмирал флота.